# Hans Tabor
Pour les articles homonymes, voir Tabor.
Hans Tabor, né le 25 avril 1922 à Copenhague (Danemark) et mort le 19 novembre 2003, est un diplomate et homme politique danois, membre des Sociaux-démocrates et ancien ministre.

## Biographie
Dans les années 1960, il est ambassadeur du Danemark à l'ONU. Entre 1986 et 1992, il est ambassadeur en Norvège.
Il est enterré au cimetière de Frederiksberg.

### Sources
- (da) Cet article est partiellement ou en totalité issu de l’article de Wikipédia en danois intitulé « Hans Tabor » (voir la liste des auteurs).